# Giberelin b-D-glukoziltransferaza
Giberelin b--glukoziltransferaza (EC 2.4.1.176, uridin difosfoglukoza-giberelat 7-glukoziltransferaza, uridin difosfoglukoza-giberelat 3-O-glukoziltransferaza) je enzim sa sistematskim imenom UDP-glukoza:giberelin 2-O-beta--glukoziltransferaza. Ovaj enzim katalizuje sledeću hemijsku reakciju
UDP-glukoza + giberelin {\displaystyle \rightleftharpoons } UDP + giberelin 2-O-beta--glukozid
Ovaj enzim deluje na biljni hormon giberelin GA3 i srodna jedinjenja.

## Literatura
- Nicholas C. Price; Lewis Stevens (1999). Fundamentals of Enzymology: The Cell and Molecular Biology of Catalytic Proteins (Third изд.). USA: Oxford University Press. ISBN 019850229X.
- Eric J. Toone (2006). Advances in Enzymology and Related Areas of Molecular Biology, Protein Evolution (Volume 75 изд.). Wiley-Interscience. ISBN 0471205036.
- Branden C; Tooze J. Introduction to Protein Structure. New York, NY: Garland Publishing. ISBN 0-8153-2305-0.
- Irwin H. Segel. Enzyme Kinetics: Behavior and Analysis of Rapid Equilibrium and Steady-State Enzyme Systems (Book 44 изд.). Wiley Classics Library. ISBN 0471303097.
- William P. Jencks (1987). Catalysis in Chemistry and Enzymology. Dover Publications. ISBN 0486654605.

## Spoljašnje veze
- Gibberellin+beta-D-glucosyltransferase на 